# Galt (Missouri)
Galt – miasto w Stanach Zjednoczonych, w stanie Missouri, w hrabstwie Grundy.